# Битенс Ирибери
Битенс Ирибери (фр. Bustince-Iriberry) насеље је и општина у југозападној Француској у региону Аквитанија, у департману Атлантски Пиринеји која припада префектури Бајон.
По подацима из 2011. године у општини је живело 90 становника, а густина насељености је износила 15,87 становника/km². Општина се простире на површини од 6 km². Налази се на средњој надморској висини од 257 метара (максималној 383 m, а минималној 192 m).

## Демографија
| 1962. | 1968. | 1975. | 1982. | 1990. | 1999. | 2011. |
| ----- | ----- | ----- | ----- | ----- | ----- | ----- |
| 138   | 138   | 115   | 112   | 111   | 94    | 90    |

График промене броја становника у току последњих година